# Dancza János
Dancza János (Eger, 1899. december 29. – Eger, 1985. október 16.) természetbúvár, barlangkutató, ősemberkutató és muzeológus.

## Életrajza
A hat elemi elvégzése, 1906–1912 után az Első Magyar Lakatos és Lemezárugyár Részvénytársaságnál lett iparostanuló, ahol lakatos segédlevelet szerzett 1916-ban. 1927-ben belépett a Természetbarátok Turista Egyesületének az egri csoportjába, melynek 1930–1949-ig az elnöke volt. 1933-tól 1942-ig az egri városi múzeumban dolgozott. 1945–1946-ban a Heves Megyei Levéltárban alkalmazták másod-levéltárosként. 1948–1949-ben az Egri Idegenforgalmi Hivatal vezetője volt és közben tevékenyen részt vett az egri múzeum újjászervezésében. 1949-től 1953-ig a Baradla-barlang igazgatója lett. 1954–1955-ben a Heves Megyei Tanács Ipari Osztályán műszaki előadóként, 1955-től 1956 október 27-éig az Egri Lakatos- és Lemezárugyárban, mint igazgató dolgozott. 1957 májusában a BM Heves Megyei Főkapitányságára vezényelték, ahol a Panasziroda vezetője lett. Ebből a beosztásból vonult nyugdíjba 1960. január 5-én.
Ezután 1960-tól az egri Dobó István Vármúzeumban félállású történész muzeológus volt és részt vett a legújabb kori történeti gyűjteménynek a kialakításában, valamint a gyarapításában 1981 tavaszáig. Dancza János a második világháború után ugyan kétszer is megnősült, de a házasságaiból nem születtek gyermekei. Egerben hunyt el 1985. október 16-án.

## A barlang- és ősemberkutató
A munkálkodásának fő helyszíne a Bükk, különösen Eger környékének a barlangjai voltak. 1930-ban  a bükki Kecske-lyukban és a Büdös-pestben végzett ásatásokat két társával, Kadić Ottokár megbízásából. Ebben az évben 12 barlangot mértek fel a Déli-Bükk területén a Magyar Barlangkutató Társulatnak. 1931-ben öt munkanélküli természetbarát társával a Földtani Intézet ásatásain vett részt. A Büdös-pest és a Felső-forrási-barlang feltárásán dolgoztak, majd bekapcsolódtak a lillafüredi Szent István-barlang feltárási munkáiba.
1932. április 27-én megtalálta a neandervölgyi ember maradványait a Suba-lyukban.
1936-ban feltárta a Ravasz-lyukat. Saját szerkesztésű technikai eszközök segítségével, hallatlan energiával oldotta meg több barlang feltárását. 1937-ben a Nagy-Tölgyesoromi-zsombolyban végzett ásatásokat. 1939-ben a Feneketlen-lyukat kutatta. Később közreműködött a Kecske-lyuk, a Pes-kő-barlang, az Istállós-kői-barlang, a Kis-kőháti-zsomboly és a Vaskapu-barlang feltárásában. 1947-ben Egerben, a Kőporos-tetőn őskori telepet fedezett fel.
Az 1950-es évek elején kinevezték az Baradla-barlang igazgatójává. A nevéhez fűződik a Baradla-barlang kitisztítása, a tönkrement berendezések és az épületek kijavítása. Kutatta a barlang élővilágát és a cseppkövek elszíneződéseinek okait.
Ő volt az a barlangkutató, aki elsőként foglalkozott a barlangok klimatikus viszonyaival.
Dancza János regényt írt az ősemberről és a folytatásokban közreadott művét a Népszava 1940-ben, öt hónapon át, részletekben közölte. Sok írása jelent meg különböző folyóiratokban és szaklapokban. Az utolsó munkája 1984-ben látott napvilágot, melyben a suba-lyuki ősembermaradványok tragikus és elszomorító sorsáról írt leleplező sorokat.

## Munkái
- Dancza János: A barlangkutatás. Az ősember lakhelyei a Bükk hegységben. Természetbarát, 1931. (19. évf.) január–február. 5–6. old., március–május. 4–5. old., június–július. 5–6. old., augusztus–szeptember. 3–4. old., október–december. 5–6. old.
- Dancza János: Beszámoló a Füzérkői-barlangban és a Subalyukban végzett ásatásokról. Barlangvilág, 1932. (2. köt.) 1–2. füz. 19. old. (Előadás.)
- Dancza János: A Subalyuk ősembere. Természetbarát, 1932. (20. évf.) július–augusztus. 2–3. old.
- Dancza János: A Subalyuk ősembere. Természetbarát, 1932. (20. évf.) november–december. 2–3. old.
- Dancza János: A Subalyuk ősembere. Természetbarát, 1933. (21. évf.) január–március. 2. old.
- Dancza János: Voltak-e a jégkorszak emberének fűtési gondjai? Természetbarát, 1934. (22. évf.) január–februári szám, 3–4. old., március–májusi szám, 3–4. old., június–augusztusi szám, 3. old., szeptember–októberi szám, 5–6. old. (Négy részben.)
- Dancza János: A Bükkhegység rejtett cseppkőbarlangjai. Természetbarát, 1936. (24. évf.) 1. sz. 2–5. old.
- Pataki Vidor – Pálosi Ervin – Dancza János: Az ősemberleletek felfedezése. Geologica Hungarica Series Palaeontologica, 1938. 14. Fasc. 11–20. old. (A szám önálló címe: A cserépfalui Mussolini-barlang (Subalyuk). Barlangtani monográfia.)
- Dancza János: Fűtési gondok a jégkorszakban. Búvár, 1939. (5. évf.) 347–351. old.
- Dancza János: Új eszköz rejtett cseppkőbarlang kutatására. Búvár, 1941. 7.
- Dancza János: A Nagy Tölgyes-orom víznyelő zsombolya. Barlangkutatás, 1943. (16. köt.) 3. füz. 293–303. old.

## Érdekesség
A neve után nevezték el a Kevély-nyergi-zsombolynak a Dancza-terem nevű részét. Az Aggteleki-karszton található Danca-barlangot nem róla nevezték el.